# Atsuki Satsukawa
Atsuki Satsukawa (japanisch 薩川 淳貴 Satsukawa Atsuki; * 12. August 1997 der Präfektur Shizuoka) ist ein japanischer Fußballspieler.

## Karriere
Atsuki Satsukawa erlernte das Fußballspielen in der Jugendmannschaft des Liberdade FC, der Schulmannschaft der Shizuoka Gakuen High School sowie in der Universitätsmannschaft der Kanto Gakuin University. Seinen ersten Profivertrag unterschrieb er im Februar 2020 bei Kamatamare Sanuki. Der Verein aus Takamatsu, einer Großstadt in der Präfektur Kagawa, spielte in der dritten japanischen Liga, der J3 League. Sein Drittligadebüt gab Atsuki Satsukawa am 28. Juni 2020 im Heimspiel gegen die U23-Mannschaft von Gamba Osaka. Hier stand er in der Startelf und spielte die kompletten 90 Minuten. Für absolvierte er 39 Drittligaspiele. Im Januar 2022 unterschrieb er in Kagoshima einen Vertrag beim ebenfalls in der dritten Liga spielenden Kagoshima United FC. Nach zwei Spielzeiten, in denen er 45 Ligaspiele bestritt, wechselte er im Januar 2024 zum Zweitligisten Ōita Trinita.